# إيمان شهر
إيمان شهر (بالفارسية: ایمان‌شهر) هي منطقة سكنية تقع في إيران في البلدة المركزية. يقدر عدد سكانها بـ 13,535 نسمة .